# Elias Tsartilidis

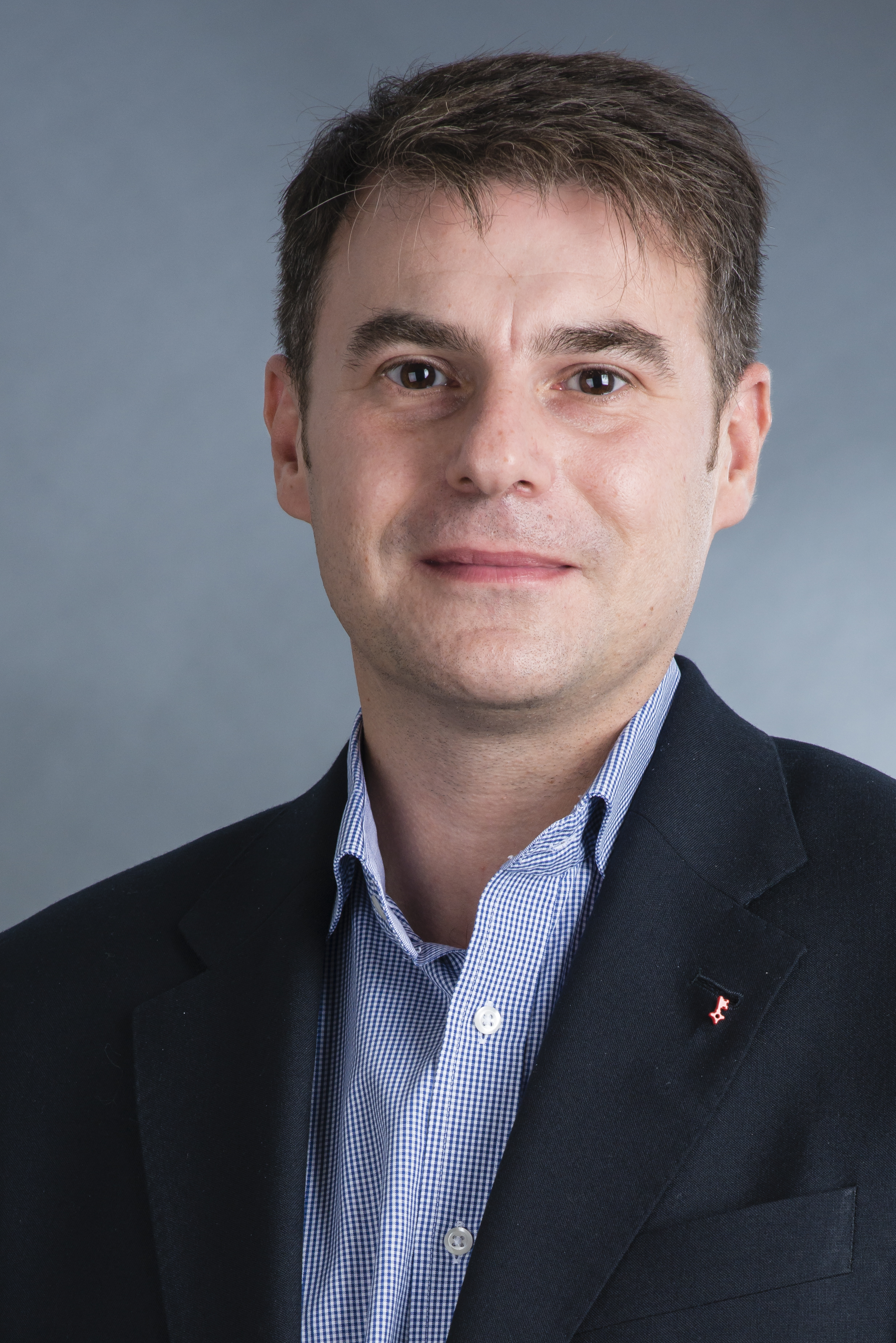
Elias Tsartilidis 2015

Elias Tsartilidis (* 19. August 1978 in Salzgitter) ist Studienrat, Politiker (SPD) und war Mitglied der Bremischen Bürgerschaft.

## Biografie

### Familie, Ausbildung und Beruf
Tsartilidis machte am Schulzentrum Geschwister Scholl (GyO) sein Abitur, studierte an der Universität Bremen und legte im Jahr 2010 das 1. Staatsexamen für das Lehramt an öffentlichen Schulen ab. Er ist seit 2012 Studienreferendar. Im Jahr 2014 erfolgte die Ernennung zum Studienrat im Schuldienst der Stadt Bremerhaven.
Tsartilidis ist verheiratet und hat ein Kind. Er wohnt in Bremerhaven-Geestemünde.

### Politik
Tsartilidis gehört der SPD seit 1995 an. Er war Vorsitzender der Jungsozialistinnen und Jungsozialisten (Jusos) im Unterbezirk Bremerhaven und war Vorsitzender des Ortsvereins Geestemünde-Nord. Er war von Juni 2010 bis Juni 2021 stellvertretender Landesvorsitzender der SPD Bremen. Von 2002 bis zum Ende der Wahlperiode 2007–2011 war er Stadtverordneter in Bremerhaven, seit dem 14. März 2011 Vorsitzender der SPD-Stadtverordnetenfraktion.
Seit der 18. Wahlperiode (8. Juni 2011) war er bis 2019 Mitglied der Bremischen Bürgerschaft.

Er arbeitete im
Ausschuss für Angelegenheiten der Häfen im Lande Bremen (Mitglied),
Ausschuss für Wissenschaft, Medien, Datenschutz und Informationsfreiheit (stellv. Mitglied),
Haushalts- und Finanzausschuss (Land) (stellv. Mitglied),
Rechnungsprüfungsausschuss (Land) (stellv. Mitglied) und in der
Staatlichen Deputation für Wirtschaft, Arbeit und Häfen (Mitglied)
Er war hafenpolitischer Sprecher der SPD-Fraktion.
Seit dem 17. Februar 2022 ist Tsartilidis erneut Vorstandsmitglied des Ortsvereins Geestemünde.

### Weitere Mitgliedschaften
- Mitglied in der Gewerkschaft Erziehung und Wissenschaft
- Kirchenvorstand der Bürgermeister-Smidt-Gedächtniskirche.